# نادي كلية الدار
نادي كلية الدار نادي كرة قدم إماراتي من أندية الهواة يلعب في دوري الدرجة الثانية الإماراتي ويقع في دبي .